# Ruffec (Indre)
Ruffec és un municipi francès, situat al departament de l'Indre i a la regió de Centre – Vall del Loira. L'any 2007 tenia 635 habitants.

## Demografia

### Població
El 2007 la població de fet de Ruffec era de 635 persones. Hi havia 243 famílies, de les quals 74 eren unipersonals (29 homes vivint sols i 45 dones vivint soles), 66 parelles sense fills, 82 parelles amb fills i 21 famílies monoparentals amb fills.
La població ha evolucionat segons el següent gràfic:
Habitants censats

### Habitatges
El 2007 hi havia 326 habitatges, 253 eren l'habitatge principal de la família, 52 eren segones residències i 22 estaven desocupats. 317 eren cases i 9 eren apartaments. Dels 253 habitatges principals, 174 estaven ocupats pels seus propietaris, 64 estaven llogats i ocupats pels llogaters i 15 estaven cedits a títol gratuït; 2 tenien una cambra, 15 en tenien dues, 59 en tenien tres, 74 en tenien quatre i 103 en tenien cinc o més. 212 habitatges disposaven pel capbaix d'una plaça de pàrquing. A 100 habitatges hi havia un automòbil i a 126 n'hi havia dos o més.

### Piràmide de població
La piràmide de població per edats i sexe el 2009 era:
| Homes | Edats   | Dones |
| ----- | ------- | ----- |
| 0     | 95 o +  | 0     |
| 0     | 90 a 94 | 0     |
| 8     | 85 a 89 | 0     |
| 4     | 80 a 84 | 4     |
| 24    | 75 a 79 | 20    |
| 24    | 70 a 74 | 24    |
| 12    | 65 a 69 | 12    |
| 8     | 60 a 64 | 12    |
| 12    | 55 a 59 | 20    |
| 8     | 50 a 54 | 4     |
| 0     | 45 a 49 | 12    |
| 44    | 40 a 44 | 20    |
| 8     | 35 a 39 | 20    |
| 8     | 30 a 34 | 24    |
| 12    | 25 a 29 | 4     |
| 12    | 20 a 24 | 16    |
| 8     | 15 a 19 | 8     |
| 20    | 10 a 14 | 12    |
| 28    | 5 a 9   | 12    |
| 16    | 0 a 4   | 4     |

## Economia
El 2007 la població en edat de treballar era de 366 persones, 247 eren actives i 119 eren inactives. De les 247 persones actives 231 estaven ocupades (132 homes i 99 dones) i 16 estaven aturades (4 homes i 12 dones). De les 119 persones inactives 28 estaven jubilades, 28 estaven estudiant i 63 estaven classificades com a «altres inactius».

### Ingressos
El 2009 a Ruffec hi havia 244 unitats fiscals que integraven 613,5 persones, la mediana anual d'ingressos fiscals per persona era de 13.539 €.

### Activitats econòmiques
Dels 18 establiments que hi havia el 2007, 1 era d'una empresa de fabricació d'altres productes industrials, 5 d'empreses de construcció, 1 d'una empresa de comerç i reparació d'automòbils, 1 d'una empresa de transport, 1 d'una empresa d'hostatgeria i restauració, 1 d'una empresa financera, 1 d'una empresa immobiliària, 4 d'empreses de serveis, 1 d'una entitat de l'administració pública i 2 d'empreses classificades com a «altres activitats de serveis».
Dels 5 establiments de servei als particulars que hi havia el 2009, 1 era una oficina de correu, 2 paletes i 2 fusteries.
L'únic establiment comercial que hi havia el 2009 era una botiga de menys de 120 m².
L'any 2000 a Ruffec hi havia 29 explotacions agrícoles que ocupaven un total de 2.376 hectàrees.

## Equipaments sanitaris i escolars
El 2009 hi havia una escola elemental.

## Poblacions més properes
El següent diagrama mostra les poblacions més properes.